# Nam P. Bhatia
Nam Parshad Bhatia (* 24. August 1932 in Lahore, Britisch-Indien, heute Pakistan) ist ein indischer Mathematiker.
Bhatia studierte an der Universität Agra mit dem Bachelor-Abschluss 1952 und dem Master-Abschluss 1954 und 1956 und wurde 1961 an der TU Dresden promoviert (Dissertation: Anwendung der direkten Methode von Ljapunow zum Nachweis der Beschränktheit und der Stabilität der Lösungen einer Klasse nichtlinearer Differentialgleichungen zweiter Ordnung). Davor war er 1956 bis 1958 Assistenzprofessor am Birla College in Indien (und wieder 1961/62). 1962 ging er in die USA,  zunächst als Gastwissenschaftler an den Flugzeughersteller Martin Company (kurz zuvor zu Martin Marietta fusioniert) in Maryland. 1963 wurde er Assistant Professor und später Associate Professor an der Case Western Reserve University und 1969 Professor für Mathematik an der University of Maryland in Baltimore County. 
Er befasst sich mit Dynamischen Systemen, gewöhnlichen Differentialgleichungen und deren Stabilitätstheorie und Kontrolltheorie.

## Schriften
- mit George Philip Szegö[3]: Dynamical Systems: Stability Theory and Applications,  Lecture Notes in Mathematics 35, Springer 1967
- mit George Philip Szegö:  Stability Theory of Dynamical Systems, Grundlehren der mathematischen Wissenschaften 161, Springer 1970